# بيرغر يارل
بيرغر يارل هو عسكري وسياسي سويدي، ولد في 1210 في Bjälbo ‏ في السويد، وتوفي في 28 أكتوبر 1266 في Jälbolung ‏ في السويد. انتخب Jarl ‏ (1 مارس 1248 – 28 أكتوبر 1266).